# San Francisco de Cara (Venezuela)
Pour les articles homonymes, voir San Francisco.
San Francisco de Cara est la capitale de la paroisse civile de San Francisco de Cara de la municipalité d'Urdaneta de l'État d'Aragua au Venezuela.